# Thibaudia paniculata
Thibaudia paniculata är en ljungväxtart som beskrevs av A. C. Smith. Thibaudia paniculata ingår i släktet Thibaudia och familjen ljungväxter. Inga underarter finns listade i Catalogue of Life.